# Муркут
Муркут (кирг. Муркут) — село в Ноокатском районе Ошской области Кыргызстана. Административный центр айылного аймака Теелес.

## География
Село расположено в западной части области, на расстоянии приблизительно 33 километров (по прямой) к западо-северо-западу от города Ноокат, административного центра района.

## Население
Согласно оценочным данным Национального статистического комитета Кыргызской Республики, численность населения села на начало 2023 года составляла 4194 человека.
| год     | 2009 | 2014 | 2015 | 2020 | 2021 | 2023 |
| ------- | ---- | ---- | ---- | ---- | ---- | ---- |
| человек | 3352 | 3602 | 3685 | 3887 | 3803 | 4194 |